# Unidad administrativa local
Se llama Unidad Administrativa Local (UAL) en la actual nomenclatura Nomenclatura de las Unidades Territoriales Estadísticas ( NUTS), vigente desde el 11 de junio de 2003, a las subdivisiones del territorio económico de la Unión Europea a nivel local.
Se han definido dos niveles de UAL. El nivel superior UAL (nivel UAL 1, antiguo nivel NUTS 4) existe solo en los siguientes países: Finlandia, Grecia, Irlanda, Luxemburgo, Portugal y el Reino Unido. El segundo nivel UAL (nivel UAL 2, antiguo nivel NUTS 5) consta de 98.433 municipios o unidades equivalentes en los 15 Estados miembros de la UE (situación de 1991).